# أبو علي الصواف
وهو القاريء أبو علي الحسن بن الحسين بن علي بن عبد الله بن جعفر الصواف، وكان ثقة وورجلاً فاضلاً ونبيلاً، ويسكن ناحية الرصافة من بغداد.

## علمه
روى عن : موسى بن عبد الرحمن المسروقي، وأبي سعيد الأشج، ورباح بن الجراج الموصلي، وأحمد بن منصور،. وأخذ فنون القراءات على ابن حمدون اللؤلؤي، والطيب بن إسماعيل، ومحمد بن غالب، والقاسم بن يزيد. وروى عنه : بكار بن أحمد المقريء، وأبو طاهر ابن أبي هاشم المقريء، وأبو القاسم ابن النجار، وأحمد بن جعفر بن محمد الخلال، وعبد العزيز بن جعفر الحنبلي، وأبو بكر النقاش وآخرون.

## الجرح والتعديل
- قال الدارقطني: «ما رأت عيناي مثل أبي علي بن الصواف، وفلان بمصر».
- قال ابن أبي الفوارس: «كان أبو علي ثقة مأمونا، ما رأيت مثله في التحرز».[1]

## وفاته
توفي أبو علي الصواف المقريء عشية يوم الأثنين أول أيام شهر رمضان عام 310هـ/922م، ودفن في مقبرة الخيزران.